# Gilliat River
Der Gilliat River ist ein Fluss im Norden des australischen Bundesstaates Queensland. Er führt nicht ganzjährig Wasser, sondern nur zur Regenzeit.

## Geografie

### Flusslauf
Der Fluss entsteht nördlich der Swords Range, etwa zwölf Kilometer südlich des Landsborough Highway, am Zusammenfluss des Chance Creek und des Gilliat Creek. Er fließt nach Norden, unterquert diesen Highway und später den Flinders Highway bei der Kleinstadt Gilliat. Dann wendet er seinen Lauf nach Nordwesten und unterquert die Wills Developmental Road südlich von Sedan Dip. Wenige Kilometer östlich mündet der Gilliat River in den Cloncurry River.

### Nebenflüsse mit Mündungshöhen
- Chance Creek – 198 m
- Gilliat Creek – 198 m
- Wilmitha Creek – 190 m
- Quart Pot Creek – 177 m
- Wild Duck Creek – 135 m
- McKinlay River – 124 m
- Gidya Creek – 117 m
- Holy Joe Creek – 107 m
- Dudley Creek – 103 m
- Eastern Creek – 95 m
- Fullarton River – 92 m
- Williams River – 91 m

(Quelle:)

### Durchflossene Seen
Der Gilliat River durchfließt etliche Wasserlöcher, die auch dann mit Wasser gefüllt sind, wenn der Fluss selbst trocken liegt:
- Forty Nine Waterhole – 149 m
- Galah Waterhole – 104 m
- Grave Waterhole – 89 m